# Robert Rive
Robert Rive foi um fotógrafo do século XIX que nasceu na Grã-Bretanha, mas desenvolveu a maior parte de seu trabalho na Itália. Depois de vários anos trabalhando neste país, ele mudou seu nome para Roberto Rive. As principais coleções de seu trabalho são as fotos de Pompeia e Roma nas décadas de 1860 e 1870. Rive teve seu trabalho exposto na "10ª Exposição Anual da Fotografia". 

## Fotografia
Robert Rive trabalhou como fotógrafo topográfico e de retratos desde o início da década de 1860 até 1889 em Nápoles. Em 1867, ele participou da Exposição Universal de Paris. Seu estúdio produziu visões e estereógrafos de muitas cidades italianas. Ele tirou fotografias de monumentos de Nápoles, Pompeia, Sorrento, Capri, Amalfi e monumentos da Sicília. Ele também tirou fotografias de cidades como Florença, Pisa, Siena, Roma e Gênova. Rive teve estúdios em Nápoles, Palazzo Serracapriola, Palazzo Lieti. 
"Giorgio Sommer e Robert Rive começaram um censo sistemático dos monumentos e da vida cotidiana, em uma incrível coleção que fornecia informações sobre a Campânia e Sicília". 
Ele também patenteou um papel fotossensível usado no sul da Itália. 

## Galeria

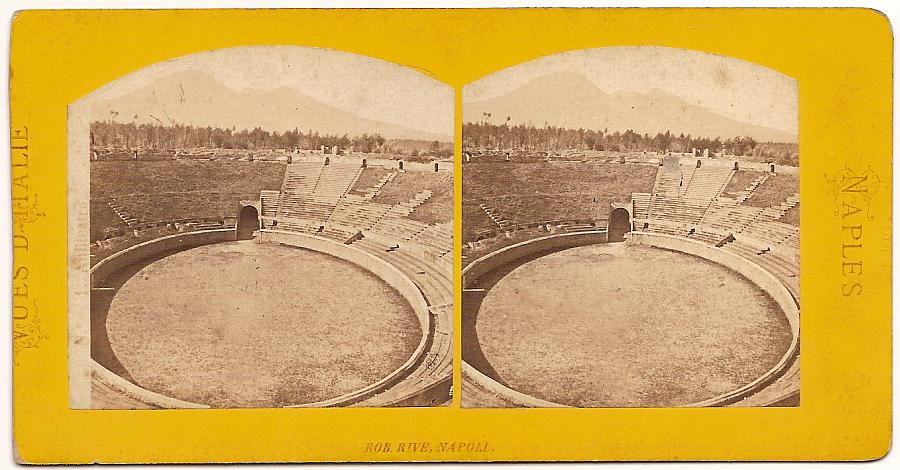
Cartão estéreo do Anfiteatro em Pompeia, 1865
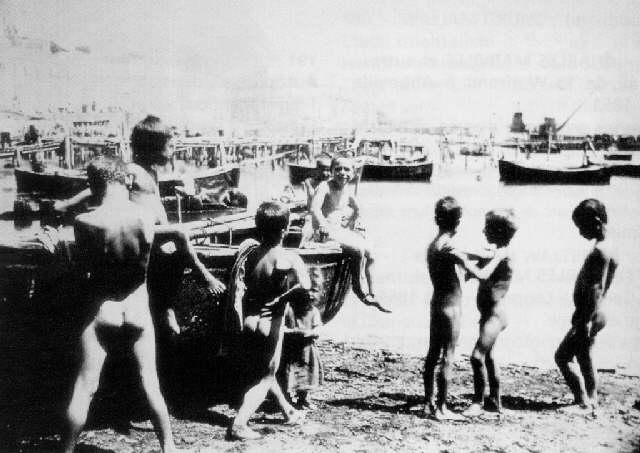
Filhos de Nápoles, 1870.
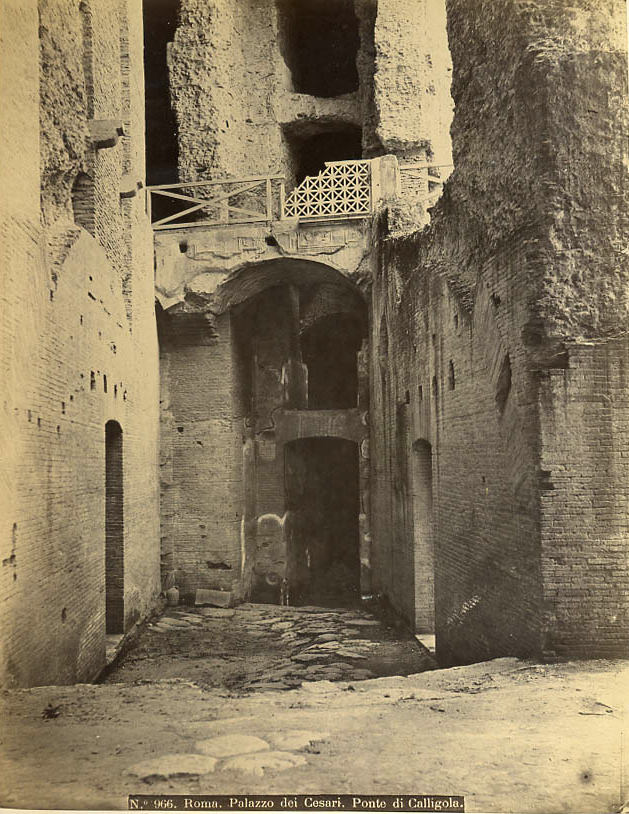
Palácio dos imperadores. Ponte de Calígula, antes de 1889